# Abinit
Abinit — свободное программное обеспечение, распространяемое по GNU General Public License3 и предназначенное для расчётов полной энергии, электронной плотности и т. д. систем электронов и ядер (с использованием периодических граничных условий) в рамках метода функционала плотности с использованием базиса из плоских волн и псевдопотенциалов.
Abinit позволяет оптимизировать геометрию системы минимизируя силы или напряжения, проводить молекулярно-динамическое моделирование, вычислять распределение электронной плотности, определять динамическую матрицу, эффективный заряд и многое другое.
Функциональность программы значительно расширяется имеющимися утилитами.